# Bagnolo in Piano
Bagnolo in Piano (Bagnōl in dialetto reggiano) è un comune italiano di 9 592 abitanti della provincia di Reggio Emilia in Emilia-Romagna.

## Geografia fisica
Sito nella pianura Padana, Bagnolo in Piano è posto ad 8 km a nord di Reggio Emilia. Il territorio comunale è composto, oltre che dal capoluogo, dalle frazioni di Pieve Rossa, San Michele della Fossa, San Tomaso della Fossa per un totale di 32 chilometri quadrati. Il comune confina a nord con Novellara, ad est con Correggio, a sud con Reggio nell'Emilia e ad ovest con Cadelbosco di Sopra.
- Classificazione sismica: zona soggetta a sismicità alta.

Bagnolo in Piano appartiene alla zona climatica E.

## Storia
Secondo la tradizione, il toponimo Bagnolo sarebbe derivato da uno dei numerosi corsi d'acqua – il Flumen Baniolus – che attraversavano la piana che in origine altro non era se non un'estesa depressione (la Padusa) poi consolidatasi grazie ai detriti portati a valle dai fiumi.

Al 946 si fa unanimemente risalire la nascita della Bagnolo medievale allorché il vescovo di Reggio Emilia, Adelardo, assegna la chiesa di Santa Mustiola, posta presso il Castello di Bagnolo, all'illuminazione dell'altare dei martiri Grisante e Daria. Attorno al 1144 si hanno le prime notizie sulla Pieve di Bagnolo, poi denominata Pieve Rossa. 

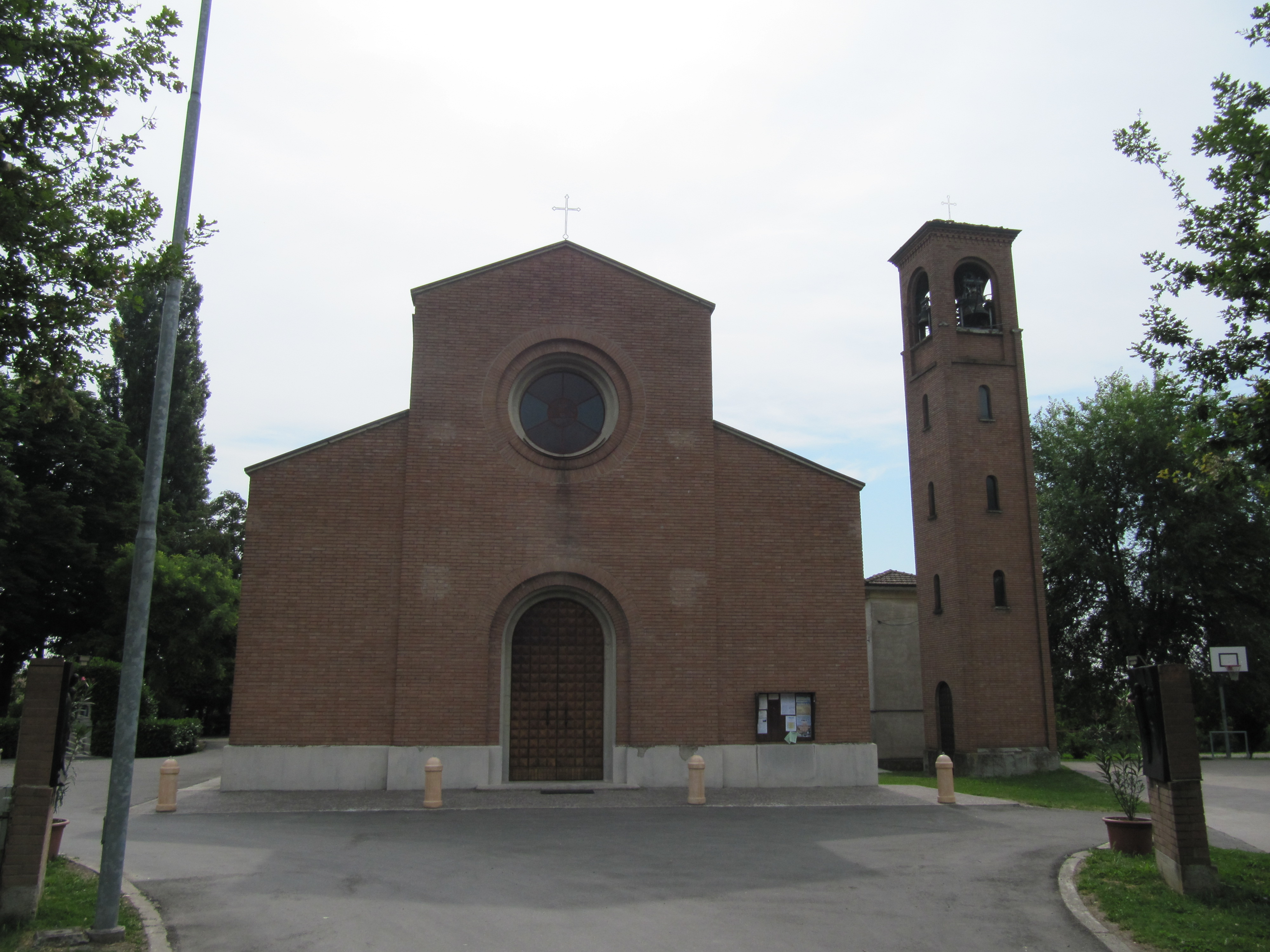
La Pieve Rossa.

Il 1335 segna una data importante: i Gonzaga assumono il dominio su Reggio Emilia, Bagnolo e Novellara. Queste ultime due resteranno nelle mani del più antico ramo cadetto gonzaghesco per quasi quattro secoli. Nel 1354 Feltrino Gonzaga, inviso al popolo, provvede a riedificare la rocca utilizzando pietre ricavate dagli edifici che le sue milizie abbatterono o danneggiarono durante la campagna di conquista. Il XIV secolo vede la nascita di Guido da Bagnolo che fu uomo di fiducia del re di Cipro e amico di Francesco Petrarca. Bagnolo affronta tempi bui all'epoca della guerra di successione spagnola quando (1702) le truppe francesi saccheggiano il borgo e distruggono la rocca. Nel 1709 i bagnolesi devono fare i conti con una terribile carestia.
Estintasi la casata dei Gonzaga nel 1728, il feudo passa nelle mani dell'imperatore Carlo IV che successivamente lo trasferisce al duca Rinaldo d'Este nel 1737. Successivamente agli eventi connessi con la Rivoluzione francese e l'impero napoleonico, il Comune venne ricostituito com'è attualmente con decreto di Luigi Carlo Farini del 4 dicembre 1859. Nell'ottobre 1886 Bagnolo venne raggiunta dalla ferrovia proveniente da Reggio Emilia.
Nella primavera 1921, l'amministrazione socialista venne costretta alle dimissioni in seguito alle continue violenze perpetrate dagli squadristi fascisti.
Durante la seconda guerra mondiale Bagnolo in Piano, così come buona parte d'Italia, patì a lungo le sofferenze legate al conflitto. Il 14 febbraio 1945, sotto il Torrazzo, la Brigata nera fucilò dieci cittadini bagnolesi. Il 3 marzo dello stesso anno, presso il cimitero della frazione di San Michele della Fossa, furono giustiziati otto detenuti del carcere di Reggio in rappresaglia della morte di quattro soldati tedeschi.
Nel secondo dopoguerra l'economia locale, ancora prevalentemente agricola, iniziò rapidamente a vertere sul settore industriale grazie alla nascita di un tessuto di piccole medie imprese locali. A partire dalla seconda metà degli anni ottanta, con l'impetuosa crescita dell'economia locale, Bagnolo in Piano iniziò ad espandersi grazie all'arrivo d'immigrati dal Mezzogiorno, dall'Europa orientale e dal subcontinente indiano. Grazie all'espansione edilizia e alla realizzazione di nuove infrastrutture come l'asse attrezzato Reggio-Bagnolo o l'elettrificazione della ferrovia, il paese forma di fatto un unico agglomerato con la periferia nord di Reggio Emilia. Dal dopoguerra al 2024 il comune è sempre stato governato da maggioranze socialcomuniste e, dagli anni '90, di centrosinistra. Tale tradizione si è interrotta con le elezioni amministrative del 2019 che hanno visto primeggiare per la prima volta una lista civica indipendente che ha riunito a sé tutte le forze precedentemente all'opposizione. Nel 2024 il centrosinistra è tornato a guidare il Comune. 

### Simboli
Lo stemma è stato riconosciuto con decreto del Capo del Governo del 15 dicembre 1930.
(D.C.G. del 15 dicembre 1930)
Lo stemma comunale deriva da quello dei Gonzaga-Novellara, signori di Bagnolo, che portavano una croce patente rossa in campo d'oro, accantonata da quattro aquile imperiali coronate di nero; a detta croce era accollato uno scudetto con le armi proprie della famiglia: controfasciato d'oro e di nero. I colori della croce richiamano quelli della bandiera nazionale.
Il gonfalone, concesso con regio decreto del 28 agosto 1930, è un drappo di colore verde riccamente ornato di ricami d'argento, caricato dello stemma del Comune con iscrizione centrata in argento Comune di Bagnolo in Piano.

## Monumenti e luoghi d'interesse

### Architetture religiose
La Chiesa Parrocchiale di San Francesco da Paola e Santa Maria Porziola (Santa Maria in Portiolo), anticamente chiesa dell'annesso convento dell'Ordine dei Minimi Francescani, fu eretta per volontà del conte Alfonso Gonzaga alla fine del XVI secolo. Conserva al suo interno alcune tele di scuola emiliana ed una pala d'altare del pittore ligure Carlo Bensa (1715-1785) raffigurante Santa Mustiola in adorazione della Vergine e di Gesù Bambino. Nell'annesso refettorio sono presenti affreschi raffiguranti Angeli e scenografie, risalenti al XVIII secolo.
Nella vicina frazione di Pieve Rossa si trova l'antica pieve di Bagnolo; già citata nel XII secolo, si presenta ora nell'aspetto datole dal restauro effettuato negli anni cinquanta del Novecento. L'interno, a tre navate, conserva ancora le originali colonne in laterizio.

### Architetture militari
- Il Torrazzo, torre medievale poi modificata in epoche successive. È l'unica parte restante dell'antico castello, distrutto per rappresaglia dall'esercito francese di Luigi XIV durante la guerra di successione spagnola, il cui originale perimetro è oggi evidenziato da una pavimentazione di colore rosso presente nel lato occidentale di Piazza Garibaldi.

### Architetture civili
- Il piccolo teatro, costruito negli anni venti del Novecento.
- I portici, di origine medievale, ora decorati, in particolare nelle finestre, con elementi liberty.

A pochi chilometri dal centro abitato è presente l'importante Collezione Salsapariglia di motociclette e macchine agricole d'epoca.

## Società

### Evoluzione demografica
Abitanti censiti

### Etnie e minoranze straniere
Al 1º gennaio 2023 gli stranieri residenti nel comune sono 991, ovvero il 10,3% della popolazione. Di seguito sono riportati i gruppi più consistenti:
1. India, 154
2. Romania, 120
3. Cina, 102
4. Ucraina, 91
5. Marocco, 80
6. Albania, 66

## Economia
L'economia di Bagnolo, come quella dei comuni vicini, ha mantenuto un profilo prevalentemente agricolo fino agli anni sessanta; in seguito si è verificato un notevole sviluppo industriale e manifatturiero, a partire dal settore più direttamente legato all'agricoltura.

## Infrastrutture e trasporti
Bagnolo in Piano si trova a pochi chilometri dalle principali vie di comunicazione della provincia. È collegato con Reggio Emilia e il suo nuovo casello autostradale grazie al moderno Asse attrezzato Reggio-Bagnolo (viale dei Trattati di Roma).

### Ferrovie
Bagnolo è servita dalle stazioni di Bagnolo e Bagnolo Soave, poste lungo la linea ferroviaria Reggio-Guastalla. Nel territorio comunale bagnolese sorgono anche le due fermate di Pieve Rossa e San Tomaso.
La stazione di Reggio Emilia è la fermata ferroviaria più vicina lungo la linea Milano-Bologna.
La nuova stazione di Reggio Emilia AV Mediopadana, posta sulla linea ad alta velocità Milano-Salerno, dista 4,5 km ed è collegata su ferro grazie alla linea Reggio Emilia-Guastalla, con fermata di interscambio a Reggio Mediopadana.

## Amministrazione
| Periodo        | Periodo        | Primo cittadino   | Partito                                       | Carica  | Note   |
| -------------- | -------------- | ----------------- | --------------------------------------------- | ------- | ------ |
| 12 maggio 1985 | 5 maggio 1990  | Lino Dallaglio    | PCI                                           | Sindaco | [ 14 ] |
| 6 maggio 1990  | 12 giugno 1999 | Guido Ligabue     | PCI, PDS                                      | Sindaco | [ 14 ] |
| 13 giugno 1999 | 12 giugno 2004 | Claudio Filippini | lista civica di centrosinistra                | Sindaco | [ 14 ] |
| 13 giugno 2004 | 6 giugno 2009  | Giovanni Rossini  | centro-sinistra                               | Sindaco | [ 14 ] |
| 7 giugno 2009  | 10 giugno 2019 | Paola Casali      | centro-sinistra                               | Sindaco | [ 14 ] |
| 10 giugno 2019 | 10 giugno 2024 | Gianluca Paoli    | lista civica indipendente                     | Sindaco | [ 14 ] |
| 10 giugno 2024 | in carica      | Pietro Cortenova  | lista civica di centrosinistra Bagnolo Futura | Sindaco | [ 14 ] |

## Sport
Le locali squadre di calcio sono la Bagnolese, che nella stagione 2022-23 milita nel girone D della Serie D e la Virtus Bagnolo, fondata nel 1948 e attualmente in Seconda Categoria. Presente anche il Bagnolo Calcio a 5 con la squadra maschile che gioca nel campionato di serie B nazionale e la squadra femminile, partecipante alla serie A2 Nazionale. È inoltre presente la Polisportiva Heron Bagnolo che si occupa di basket e volley.